# Ghostlight (éditeur)
Ghostlight est un éditeur britannique de jeux vidéo multiplateforme basé au Royaume-Uni et est une filiale de Midas Interactive Entertainment fondée en 2004. L'entreprise importe principalement des jeux japonais pour le marché européen.